# Iablunea, Berezanka
Iablunea (în ucraineană Яблуня) este un sat în comuna Kimivka din raionul Berezanka, regiunea Mîkolaiiv, Ucraina.

## Demografie
Componența lingvistică a localității Iablunea
     Ucraineană (69,23%)
     Rusă (20,51%)
     Română (7,69%)
Conform recensământului din 2001, majoritatea populației localității Iablunea era vorbitoare de ucraineană (69,23%), existând în minoritate și vorbitori de rusă (20,51%) și română (7,69%).